# Sigogne
Sigogne – miejscowość i gmina we Francji, w regionie Nowa Akwitania, w departamencie Charente.
Według danych na rok 1990 gminę zamieszkiwało 946 osób, a gęstość zaludnienia wynosiła 43 osoby/km² (wśród 1467 gmin regionu Poitou-Charentes, Sigogne plasuje się na 334. miejscu pod względem liczby ludności, natomiast pod względem powierzchni na miejscu 332.).